# Ставропотамски мост
Ставропотамският или Кипурският мост (на гръцки: Γεφύρι Σταυροποτάμου, Κηπουρειού) е каменен мост в Егейска Македония, Гърция.
Мостът е разположен на река Ставропотамос, десен приток на Венетикос, край село Кипурио, на 20 km югозападно от Гревена. Построен е около средата на XIX век година на пътя Мецово - Гревена, точно над слива на Ставропотамос с Венетикос и Спановия мост. Споменат е от Николаос Схинас в „Οδοιπορικαί σημειώσεις Μακεδονίας, Ηπείρου, Νέας οροθετικής γραμμής και Θεσσαλίας“, издадена в 1886 година.
Има четири неравни полукръгли арки, две от които основни, а най-голямата е третата от южната страна. Общата му дължина е 48 m, ширина 3,70 m и височина 6,90 m. Освен двете крайни, трите останали колони имат клиновидна форма, за да не се образуват водовъртежи пред тях. Във втората от север има отвор.
Мостът е ремонтиран през 60-те години на XX век, но без да се зачита традиционната архитектура, а с цел да се осигури безопасното му използване от коли и пешеходци – покрит е с бетон и са направени циментови парапети.
В 1995 година мостът е обявен за защитен паметник.